# Pasquali (azienda)
La Pasquali è una divisione, con sede a Abbiategrasso (MI), del Gruppo italiano BCS, fondata nel 1949 a Calenzano, in provincia di Firenze, specializzata nella progettazione e produzione di trattori e motocoltivatori.

## Storia

Il primo motocoltivatore Pasquali trasformato in un piccolo trattorino per migliorare il comfort di lavoro.

L'attività della Pasquali Macchine Agricole prende avvio nel 1949, quando da un'innovativa idea del fiorentino Lino Pasquali, fondatore della società che porta ancora il suo nome, una delle figure più importanti nella storia della meccanizzazione
agricola, nacque uno dei primi mezzi meccanici di dimensioni contenute che poteva sopperire a tutti quei lavori agricoli impossibili da eseguire con i trattori: il motocoltivatore.
A seguito dell'immediato successo, alla fine degli anni '50 venne intuita la necessità di aumentare il comfort di lavoro: al motocoltivatore venne aggiunto un assale gommato completo di sedile e sterzo, il quale lo trasformava in un minuscolo trattorino.
La macchina ebbe un grande successo, spingendo Pasquali verso un secondo progetto che maturò agli inizi degli anni '60: la realizzazione di un mini-trattore a quattro ruote motrici, isodiametrico e con sterzo centrale articolato.
Il mezzo molto più comodo e prestazionale di un motocoltivatore, ma altrettanto maneggevole e di costo contenuto, si dimostrò un gigante tra i filari delle viti e sul mercato andò a ruba. Di lì a poco potenziò la macchina rinforzandone la struttura ed equipaggiandola con pneumatici più grandi dando vita a un isodiametrico ancora più potente ma anche meno maneggevole.
Per stringere al massimo il raggio di sterzata, Lino Pasquali, con un colpo di genio, ridusse le dimensioni delle ruote anteriori. Un'idea a cui nessuno aveva pensato che fu poi abbracciata anche da tutta la diretta concorrenza.
Ormai prossimo agli ottant'anni, alla fine degli anni '90 Lino Pasquali cominciò a guardarsi attorno per trovare un partner industriale in grado di continuare lo sviluppo della sua azienda. Lo trovò nella BCS di Abbiategrasso, fondata nel 1943 dall'Ing. Luigi Castoldi, che nel 1999 acquisì il marchio Pasquali.
E proprio grazie al Gruppo multinazionale BCS ancora oggi le macchine Pasquali lavorano in tutto il mondo, proponendosi sul mercato con una gamma ampia e ben strutturata di motocoltivatori e trattori specializzati con potenze che sfiorano i 100 cv.

## Fotogallery storica

Uno dei primi modelli di motocoltivatore (anno 1950).
Primo trattore reversibile (fine anni '50).
Primo isodiametrico articolato (inizi anni '60).
Primo trattore con ruote anteriori più piccole per ridurre l'angolo di sterzo.
Modello 971 anno 1980.

## Produzione odierna
- Motocoltivatori
- Trattori isodiametrici (Siena, Eos, Mars, Orion)
- Trattori convenzionali (Era, Orion SDT)

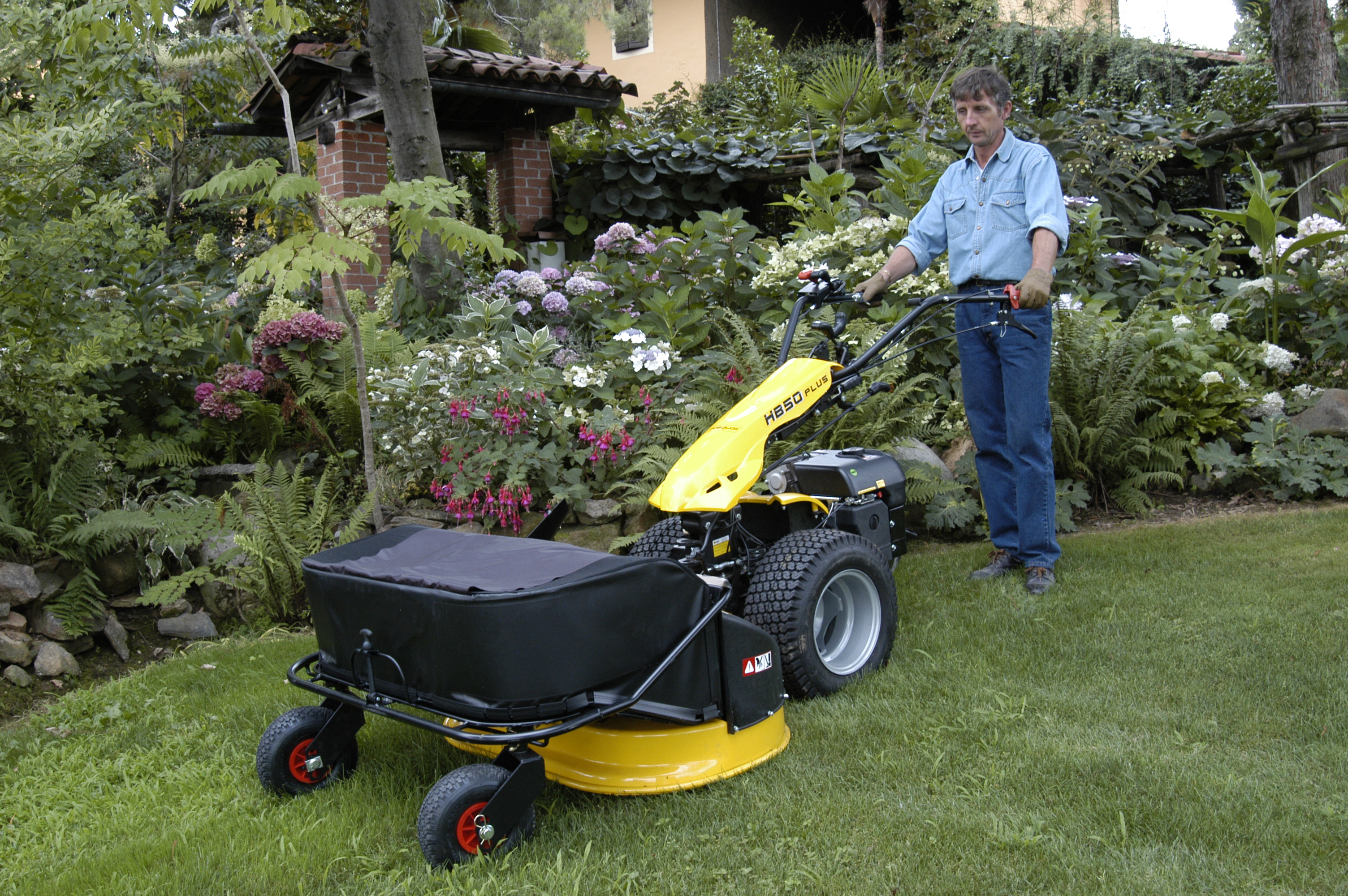
Motofalciatrici serie HB Plus.
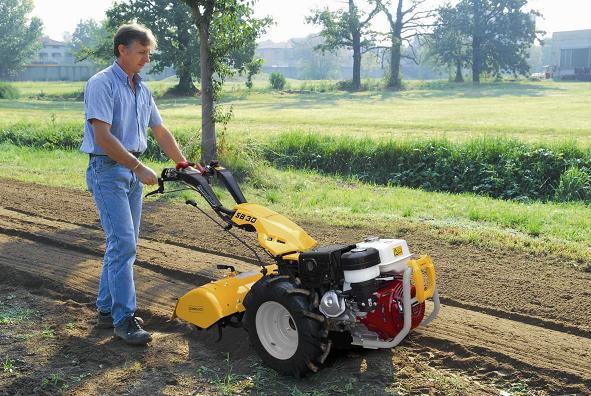
Motocoltivatori PowerSafe.
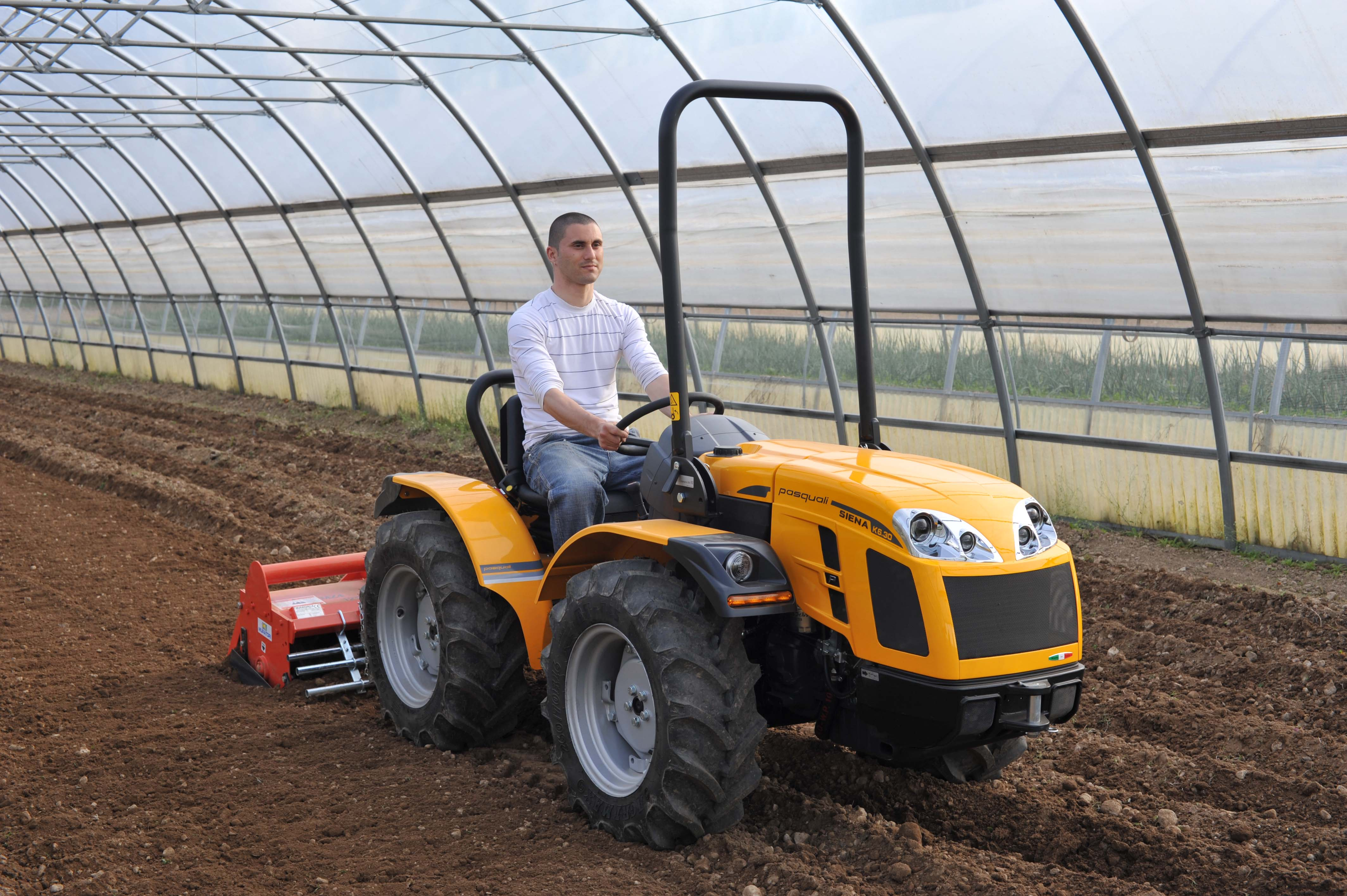
Siena.
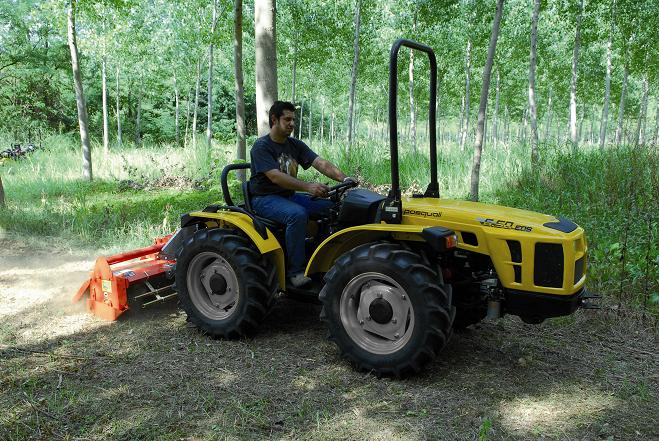
Eos 50.
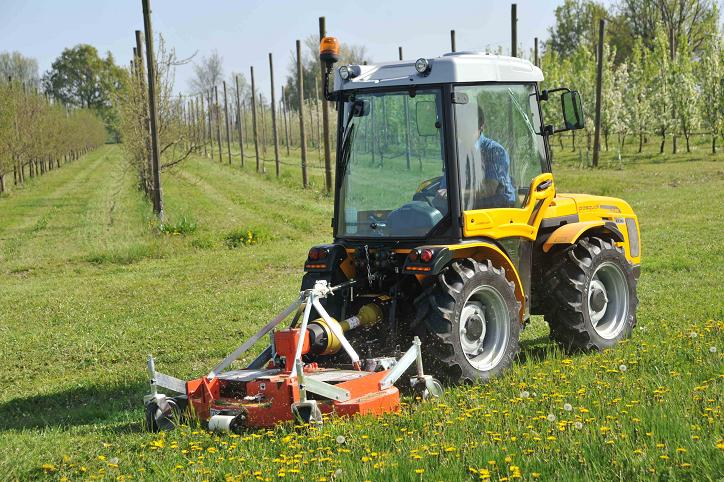
Eos.
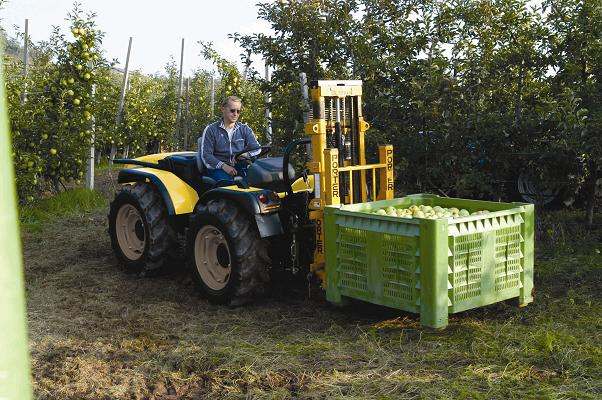
Mars.
Orion.
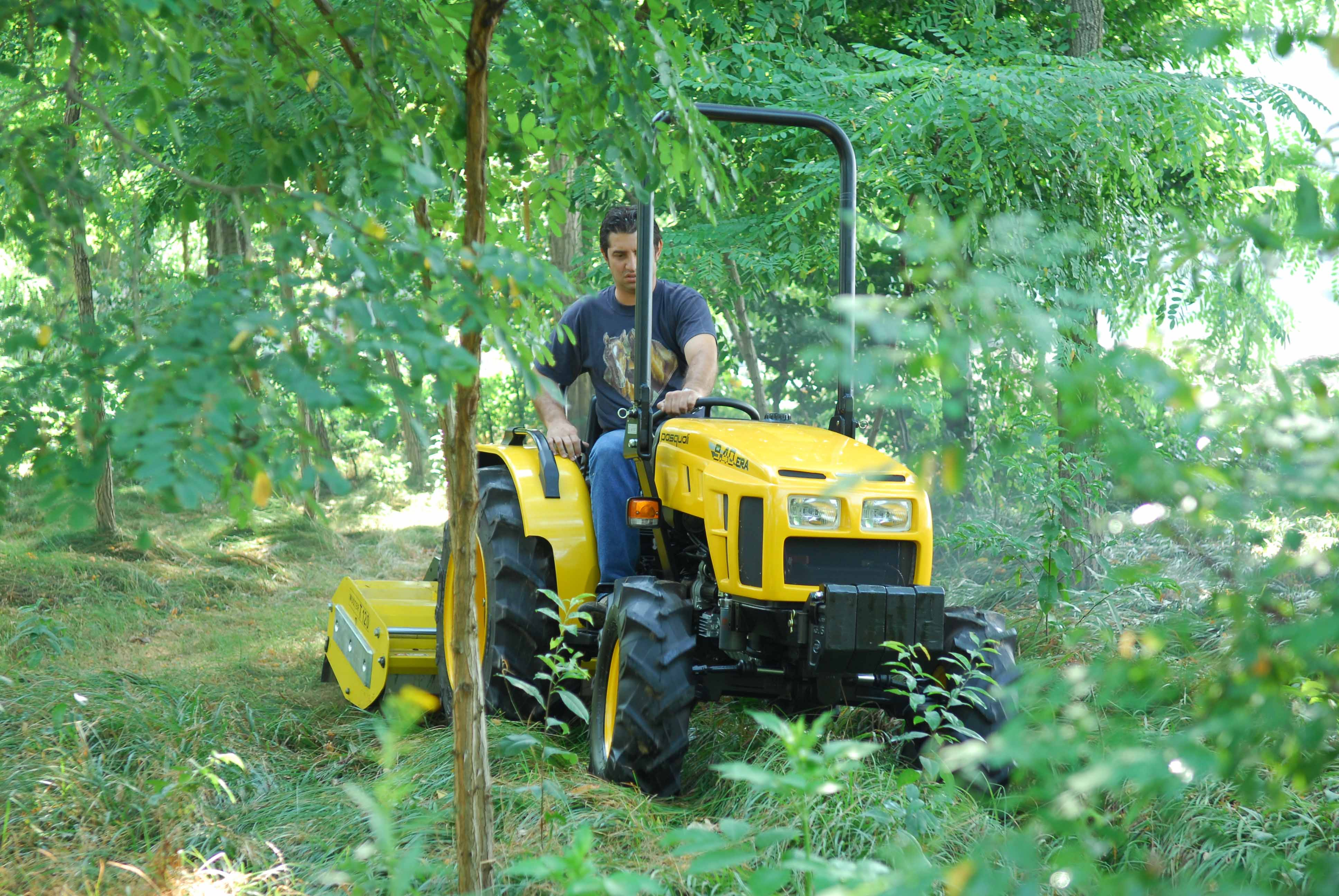
Era.
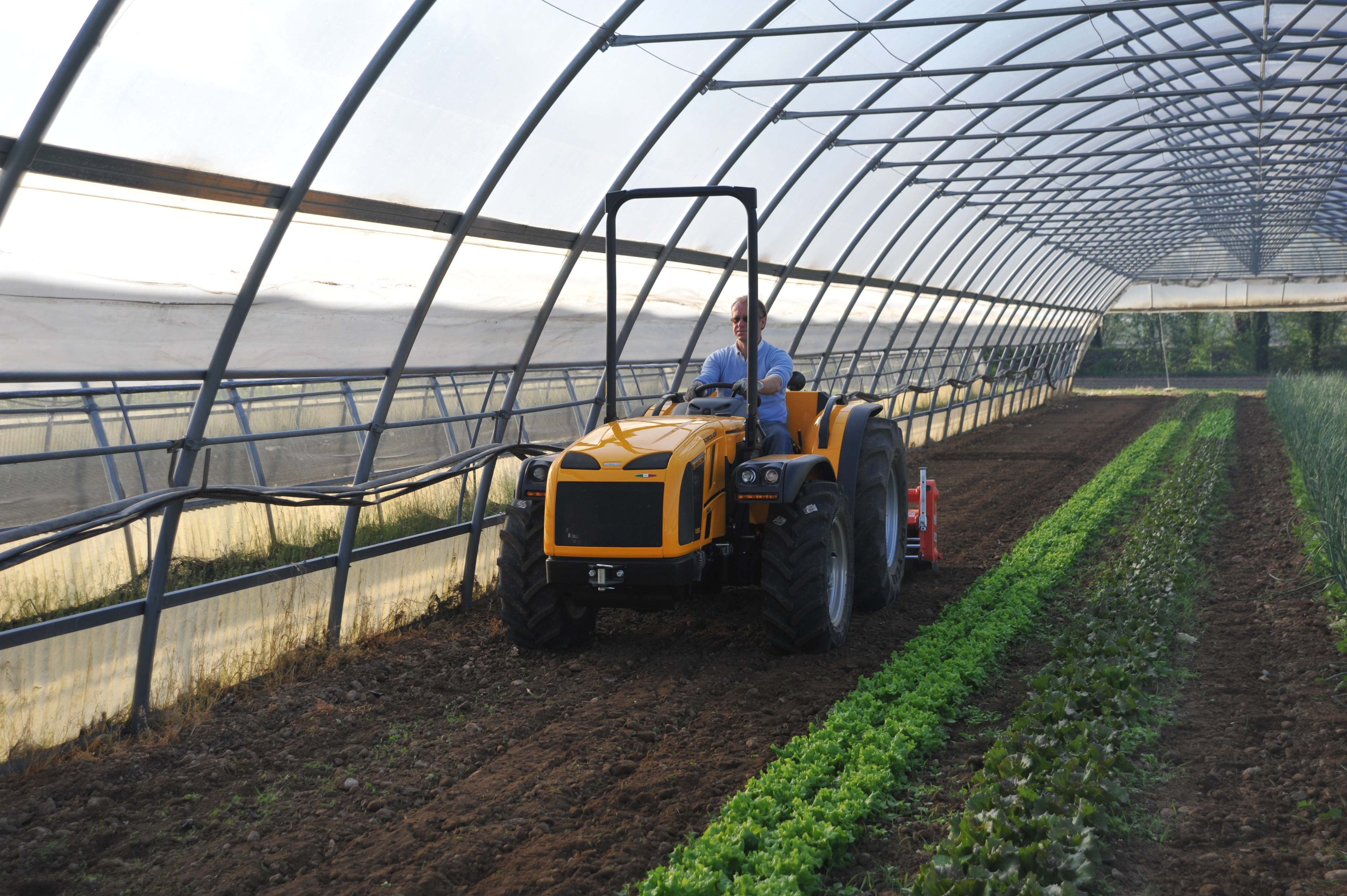
Orion SDT.